# Spas Bukhalov
Spas Bukhalov (né le 14 novembre 1980) est un athlète bulgare, spécialiste du saut à la perche.

## Performances
Spas Bukhalov a franchi 5,82 m à Sofia le 2 juin 2007.

## Palmarès
| Date | Compétition                    | Lieu       | Résultat | Performance |
| ---- | ------------------------------ | ---------- | -------- | ----------- |
| 2007 | Championnats d'Europe en salle | Birmingham | 6e       | 5,41 m      |
| 2009 | Championnats d'Europe en salle | Turin      | 8e       | 5,41 m      |